# حيرام باتشيلدر
حيرام باتشيلدر هو مدرس وسياسي أمريكي، ولد في 14 ديسمبر 1837 في مقاطعة والدو في الولايات المتحدة، وتوفي في 15 مايو 1911 في تشيكو في الولايات المتحدة. نشط حزبياً في الحزب الجمهوري.